# Riccardo Frizza
Riccardo Frizza (Brescia, 14 dicembre 1971) è un direttore d'orchestra italiano.

## Biografia
Ha studiato direzione d'orchestra con Gilberto Serembe all'Accademia Musicale Pescarese ed Armonia Contrappunto e Fuga con Elisabetta Brusa al Conservatorio Giuseppe Verdi e si è perfezionato all'Accademia Chigiana di Siena nella classe di Gianluigi Gelmetti. È particolarmente noto per la sua attività di direttore d'opera ma dirige anche tanto repertorio sinfonico nei più importanti teatri del mondo.
Dal 1994 al 2000 è stato direttore stabile dell'Orchestra Sinfonica di Brescia dove ha diretto l'integrale delle Sinfonie di Beethoven, e tantissime altre pagine del repertorio sinfonico. Ha diretto anche i Carmina Burana di Orff, lo Stabat Mater di Rossini e di Boccherini, il Magnificat di Bach, i Quattro pezzi sacri di Verdi, In Memoriam di Ruzicka, il Requiem e la Messa dell'Incoronazione di Mozart, ha anche diretto in prima mondiale lo Stabat Mater di Pilar Jurado.
Ha debuttato al Metropolitan Opera di New York nel 2009 con il Rigoletto di Giuseppe Verdi e al Teatro alla Scala nel 2013, in occasione delle celebrazioni verdiane, con una nuova produzione di Oberto, Conte di San Bonifacio, per la regia di Mario Martone, riscuotendo un ottimo successo di critica e pubblico.

## Carriera

### 2015/2016
Dirige Tosca e La traviata alla Fenice di Venezia poi Norma al Théâtre des Champs-Elysées di Parigi, torna al Metropolitan Opera per Maria Stuarda, è poi impegnato al Teatro Massimo di Palermo in Lucia di Lammermoor, al Gran Teatre del Liceu per I Capuleti e i Montecchi, al Teatro dell’Opera di Roma e al Macerata Opera Festival per Linda di Chamonix e Otello.

### 2016/2017
Apre la stagione dell'Opéra National de Paris con Lucia di Lammermoor, dirige Attila e Lucia di Lammermoor a Venezia, Norma al Lyric Opera di Chicago, Rigoletto al Gran Teatre del Liceu, I Puritani al Müpa Budapest e Aida al Macerata Opera Festival.

### 2017/2018
In questa stagione spiccano il Falstaff al Teatro Regio di Parma, lo Stabat Mater di Dvořák al Müpa Budapest, La Traviata al New National Theater di Tokyo, Il Barbiere di Siviglia al Opéra National de Paris, Norma al Tokyo Nikikai Opera, Luisa Miller all'Opernhaus Zürich, L’Elisir d’amore e Norma al Teatro La Fenice e Il Pirata al Teatro alla Scala. 

### 2018/2019
Torna negli Stati Uniti per dirigere Roberto Devereux e Falstaff  al San Francisco Opera e Dallas Opera, in Texas. In Europa, esegue Semiramide alla Fenice, il concerto inaugurale e Il Castello di Kenilworth al Donizetti Opera Festival di Bergamo, L’Italiana in Algeri al Teatre del Liceu, I Lombardi alla prima crociata all'ABAO Bilbao Opera, Anna Bolena al Teatro dell’Opera di Roma, Aida alla Fenice e La Traviata al Festival Castell de Peralada in Spagna. 

### 2019/2020
Apre la stagione dell'Opéra Bastille con I Puritani, Lucia di Lammermoor a Bilbao, Lucrezia Borgia al Donizetti Festival, Le Tre Regine con Radvanovksy al Lyric Opera di Chicago, un Gala Strauss  Budapest con la Hungarian Radio Symphony Orchestra, un concerto dedicato a Beethoven con l'orchestra del Maggio Musicale Fiorentino al Teatro Grande di Brescia, La sonnambula al Müpa, e il Requiem di Donizetti in commemorazione delle vittime della pandemia e trasmesso in diretta da Rai1, al concerto era presente anche il Presidente della Repubblica Sergio Mattarella. Partecipa alla serata Il cuore italiano della musica all'Arena di Verona insieme ai direttori Marco Armiliato, Andrea Battistoni e Francesco Ivan Ciampa.

### Dal 2020 ad oggi
Nella stagione 2020-2021 torna al Teatro La Fenice per dirigere Roberto Devereux, al Donizetti Opera per Belisario e Marino Faliero, al Teatre del Liceu di Barcellona per Les Contes d’Hoffmann, al Teatro del Maggio per Rigoletto e al Théâtre des Champs-Élysées per La sonnambula. Dirige un concerto di belcanto a Montecarlo con Karine Deshayes e Marina Rebeka. 
A fine 2021 dirige La Cenerentola al Teatro Real di Madrid, L’Elisir d’amore del Donizetti Opera di Bergamo, “Omaggio a Caruso” all’Accademia Nazionale di Santa Cecilia a Roma e i concerti con l’Orchestra Haydn.
Nel 2022 dirige all'ABAO Bilbao Opera (La clemenza di Tito), al Teatro Malibran di Venezia (concerto sinfonico), Teatro San Carlo di Napoli (Le tre regine di Donizetti con Sondra Radvanovsky e Il barbiere di Siviglia), Teatro del Maggio Musicale Fiorentino (L’amico Fritz) e Metropolitan Opera di New York (Lucia di Lammermoor), al Gran Teatre del Liceu di Barcellona (Il Trovatore ), al Festival Verdi del Regio di Parma (Simon Boccanegra) e al Donizetti Opera (La Favorite, spettacolo che viene premiato con il Premio Abbiati della Critica musicale italiana). Nella stagione 2022/23 affronta La Traviata al Comunale di Bologna, Ernani alla Fenice di Venezia, il Requiem di Verdi nel Duomo di Milano nell’ambito delle celebrazioni “Manzoni 150”, Anna Bolena al San Carlo di Napoli, I Vespri siciliani al Regio di Torino per i cinquant'anni del teatro, Madama Butterfly al Teatro Grande di Brescia e Rigoletto, con la regia di Daminano Michieletto, al Caracalla Festival 2023. La stagione seguente lo vede impegnato nei I puritani con la Dresdner Philharmonie, The Three Queens al Teatro Real di Madrid, Un ballo in maschera al Teatre Liceu di Barcellona, Le villi al Teatro Regio di Torino, Maria Stuarda al Teatro San Carlo, Attila al Festival Verdi di Parma, il debutto nel Werther al Teatro Comunale Nouveau di Bologna, La Favorite a ABAO Opera di Bilbao, Maria Padilla a Siviglia e La Bohème al Metropolitan Opera di New York. Nell'estate 2024 ha diretto la Sinfonia n. 9 di Beethoven al Festival della Valle d'Itria, dove è tornato dopo oltre venti anni.

## Donizetti Opera
Riccardo Frizza è direttore musicale del Donizetti Opera Festival dal 2017 e in questa veste ha contribuito a dare una fisionomia ben precisa al festival, portando avanti una programmazione che include rarità, prime assolute e opere di Donizetti in edizione critica. Ha diretto Il castello di Kenilworth nel 2018, Lucrezia Borgia nel 2019 per la prima esecuzione della nuova edizione critica della partitura edita da Ricordi e Fondazione Teatro Donizetti, Marin Faliero e Belisario nel 2020, L’elisir d’amore nel 2021, La Favorite nel 2022, premiata anche con il Premio Abbiati come "Miglior Spettacolo" e Il diluvio universale nel 2023. Nel novembre 2024 ha inaugurato ancora il festival bergamasco dirigendo Roberto Devereux.
Nel 2019, il Donizetti Opera ha vinto il premio come “Miglior Festival” agli Oper Awards.
Il 4 dicembre 2024 viene nominato direttore artistico del Donizetti Opera.

## Hungarian Radio Symphony Orchestra and Choir
Dal marzo 2022 è Direttore Principale della Hungarian Radio Symphony Orchestra and Choir. Questa collaborazione è il frutto di un rapporto speciale che il Maestro bresciano condivide con l’orchestra, con la quale ha lavorato la prima volta nel 2010. L’annuncio è stato celebrato in concerto il 24 marzo 2022 al Müpa di Budapest, con Frizza alla direzione della Seconda Sinfonia di Mahler.
Con questi storici complessi è iniziata una collaborazione intensa sia a Budapest che in tournée e in disco. Il primo cd prodotto, uscito nella primavera 2024, contiene il Requiem e lo Stabat mater di Elisabetta Brusa.  Nel 2024 ha tenuto vari concerti sinfonici in Austria - al Musikverein e a St. Pölten -, nei Paesi Baschi e in Ungheria dove ha diretto la Sinfonia n. 5 di Mahler.
Il forte rinnovamento del repertorio dei complessi ungheresi voluto da Frizza si traduce in programmi anche insoliti che ad oggi comprendono: Sinfonia dei Mille di Mahler, il concerto del giubileo per i primi 80 anni della HRSO insieme ai direttori Tamás Vásáry e János Kovács, Quattro Pezzi Sacri di Verdi, Aroldo in Italia Op. 16 di Berlioz, Ouverture per una festa accademica, Op. 80 di Brahms, Concerto per pianoforte e orchestra in la minore, Op. 54 di Schumann (solista Yunchan Lim), Sinfonia n. 6 in Si minore Op. 74 di Tchaikovsky, 5 Études-tableaux di Rachmaninov, Trittico Botticelliano di Respighi, Quadri di un'esposizione di Mussorgsky-Ravel, Notturno Op. 70 n. 1 di Martucci, Rapsodia su un tema di Paganini Op. 43 di Rachmaninov, Aus Italien Op. 16 di Richard Strauss, Crisantemi di Puccini, suite Pelléas et Mélisande di Fauré, Stabat Mater di Rossini, Suite bergamasque di Debussy nell’orchestrazione di Gustave Cloez e André Caplet, Concierto Andaluz di Rodrigo per quattro chitarre soliste e Sinfonia Classica di Prokofiev.

## Premi e riconoscimenti
Nel 2016, durante l'intervallo del concerto della 29ª edizione della rassegna "Concerto d’Inverno", gli viene conferito il Premio Mauro Ranieri in ricordo del violinista.
Nel 2021 ha vinto la terza edizione del Premio Ópera XXI, tenutasi al Teatro de la Zarzuela di Madrid, assegnato per la direzione della Lucia di Lammermoor del 2019 all’ABAO Bilbao Opera.
Nel 2023 è stato premiato come miglior direttore d’orchestra nella prima edizione di Tutto Verdi International Awards, il progetto culturale pluriennale inaugurato nel 2006 dall’ABAO Bilbao Opera per esaltare la figura e l'opera di Giuseppe Verdi.
Il 2 giugno 2024 è stato nominato Cavaliere dell’Ordine “al Merito della Repubblica Italiana”, con decreto del Presidente della Repubblica, per avere acquisito benemerenze verso la Nazione nel campo dell’arte. La cerimonia di conferimento è avvenuta durante le celebrazioni per la Festa della Repubblica italiana organizzata dal Vice Consolato d’Italia ad Arona presso il Museo di Archeologia di Santa Cruz de Tenerife nelle Isole Canarie, dove il Maestro risiede da tempo.
Nel novembre 2024 vince il premio “Amics del Liceu” per la migliore direzione musicale della stagione corrente (Un ballo in maschera).

## Discografia parziale
- Brusa: Orchestral Works, Vol. 5 Requiem Stabat Mater - Réka Kristóf/Dorottya Láng/István Horváth/Marcell Bakonyi/Hungarian Symphony Orchestra and Choir, 2024 Naxos
- Camarena: Signor Gaetano - Javier Camarena/Riccardo Frizza/Orchestra Gli Originali, 2022 Pentatone
- Delirio - Jessica Pratt/Riccardo Frizza/Orchestra e Coro del Maggio Musicale Fiorentino, 2023 Tancredi Records
- Donizetti Bellini, Arie da opere - Florez/Frizza/Orch. Verdi Mi, 2002 Decca
- Donizetti: Maria Stuarda - Maria Pia Piscitelli/Simone Alberghini/Orchestra Filarmonica Marchigiana/Riccardo Frizza/Laura Polverelli/Mario Cassi/Roberto de Biasio/Coro Lirico Marchigiano 'V. Bellini'/Giovanna Lanza, 2009 Naxos
- Donizetti: Concerti a corno inglese in F - Pedro R Díaz/Riccardo Frizza/Musicians of the Metropolitan Opera Orchestra, 2015 Fox
- Donizetti: Il Castello di Kenilworth - Jessica Pratt/Riccardo Frizza, 2019 Dynamic
- Donizetti: The Three Queens - Sondra Radvanovsky/Riccardo Frizza/Lyric Opera of Chicago, 2022 Pentatone
- Flórez: Una Furtiva Lagrima, Donizetti & Bellini Arias - Juan Diego Flórez/Riccardo Frizza/Orchestra Sinfonica e Coro di Milano, 2003
- Flórez: La Fille du Régiment - Juan Diego Flórez/Riccardo Frizza/Orchestra Sinfonica e Coro di Milano, 2007
- Flórez: Voce d'Italia, Arias for Rubini - Juan Diego Flórez/Riccardo Frizza/Orchestra Sinfonica di Milano, 2007
- Made for Opera - Nadine Sierra/Riccardo Frizza/Orchestra Nazionale Sinfonica della Rai, 2022 Deutsche Grammophon
- Martinů: Mirandolina - Daniele Bruera/Teresa Matlova/Elena Traversi/Riccardo Frizza/National Orchestra Philharmonic of Belarus, 2009 BBC
- Puccini, Boccherini, Rossini - Isabel Rey/Daniela Barcellona/Riccardo Frizza/Joven Orquesta Nacional de España, 2007 Decca
- Puccini in Love - Roberto Alagna/Aleksandra Kurzak/Riccardo Frizza/Sinfonia Varsovia, 2018 Sony Classical
- Rossini: Matilde di Shabran - Frizza/Massis/Florez/Rossini OF, 2004 Decca
- Schrott, Arie di Mozart, Verdi, Berlioz, Gounod, Meyerbeer - Frizza/Orquestra Valencia, 2008 Decca
- Verdi: Giovanna d'Arco - Jessica Pratt/Riccardo Frizza, 2013 Dynamic/Naxos
- Vargas: Opera Arias - Ramón Vargas/Riccardo Frizza, 2013 Capriccio

### DVD
- Bellini: I Capuleti e i Montecchi - (San Francisco Opera, 2014) - Joyce Di Donato/Riccardo Frizza, Euroarts
- Donizetti: La Fille du Régiment - (Teatro Carlo Felice, 2005) - Patrizia Ciofi/Riccardo Frizza, Decca
- Donizetti, Maria Stuarda (Sferisterio Opera Festival, 2007) - Laura Polverelli/Riccardo Frizza, Naxos
- Donizetti: Il Castello di Kenilworth - (Donizetti Opera, 2019) - Jessica Pratt/Riccardo Frizza, Dynamic
- Donizetti: Il Diluvio Universale - (Donizetti Opera, 2023) - Nahuel Di PierroRiccardo Frizza, Dynamic
- Donizetti: Belisario - (Donizetti Opera, 2021) - Roberto Frontali/Riccardo Frizza, Dynamic
- Donizetti: Lucrezia Borgia - (Donizetti Opera, 2021) - Marko Mimika/Riccardo Frizza, Dynamic
- Donizetti: Lucrezia Borgia - (San Francisco Opera, 2013) - Renée Fleming/Riccardo Frizza, Euroarts
- Donizetti: La Favorite - (Donizetti Opera, 2022) - Annalisa Stroppa/Riccardo Frizza, Dynamic
- Mascagni: L'amico Fritz (Teatro del Maggio Musicale Fiorentino, 2023) - Salome Jicia/Riccardo Frizza, Dynamic
- Mozart: Don Giovanni (Sferisterio Opera Festival, 2011) - Ildebrando D'Arcangelo/Riccardo Frizza, C Major/Naxos
- Rossini: Tancredi (Maggio Musicale Fiorentino, 2005) - Daniela Barcellona/Riccardo Frizza, TDK/Naxos
- Rossini: L'Italiana in Algeri (Festival d'Aix-en-Provence, 2008) - Ruben Drole/Riccardo Frizza, BelAir
- Rossini: Armida - (Metropolitan Opera, 2020) - Renée Flemming/Riccardo Frizza, Decca
- Verdi: Nabucco - (Teatro Carlo Felice, 2005) - Orlin Anastassov/Riccardo Frizza, Dynamic
- Verdi: Giovanna d'Arco (Festival della Valle d'Itria, 2013) - Jessica Pratt/Riccardo Frizza, Dynamic/Naxos
- Verdi: Otello (Sferisterio Opera Festival, 2017) - Stuart Neill/Riccardo Frizza, Dynamic
- Verdi: Rigoletto (Teatro del Maggio Musicale Fiorentino, 2021) - Luca Salsi/Riccardo Frizza, Dynamic/Naxos